# عمارة كلاسيكية
العمارة الكلاسيكية هي نوع من أنواع العمارة تستخدم المفردات الإغريقية والرومانية من العصور القديمة وتوظفها في عمارة عصر النهضة وما بعدها. ألهمت العمارة الكلاسيكية العديد من المعماريين الحديثين مما أدى إلى ظهور فنون معمارية جديدة مثل العمارة الكلاسيكية الحديثة التي ظهرت في أواسط القرن الثامن عشر و الإحياء اليوناني في القرن التاسع عشر.

## تعريف
العمارة الكلاسيكية هي مجموعة من المفردات التي تستخدم الهندسة المعمارية المستمدة في جزء من العمارة اليونانية والرومانية في العصور القديمة الكلاسيكية، مما أثرى الممارسة المعمارية في أوروبا منذ عصر النهضة. وقد ألهم العمارة الكلاسيكية الأخيرة العديد من المهندسين المعماريين، وأدى إلى الإحياء مثل العمارة الكلاسيكية الجديدة من منتصف القرن 18 وإحياء اليوناني من القرن 19. بعد فترة وجيزة من الانتقائية، ساد نمط الكلاسيكي مرة أخرى من القرن 19 حتى أواخر الحرب العالمية الثانية، على الرغم من أنه لا يزال العديد من المهندسين المعماريين لإعلام حتى يومنا هذا.
مصطلح "الهندسة المعمارية الكلاسيكية"، ينطبق أيضا على أي طراز من العمارة التي تطورت إلى حالة المكررة للغاية، مثل الكلاسيكية الصينية العمارة والهندسة المعمارية أو المايا الكلاسيكية. ويمكن أن تشير أيضا إلى أي العمارة الكلاسيكية التي توظف الفلسفة الجمالية.

## تاريخها

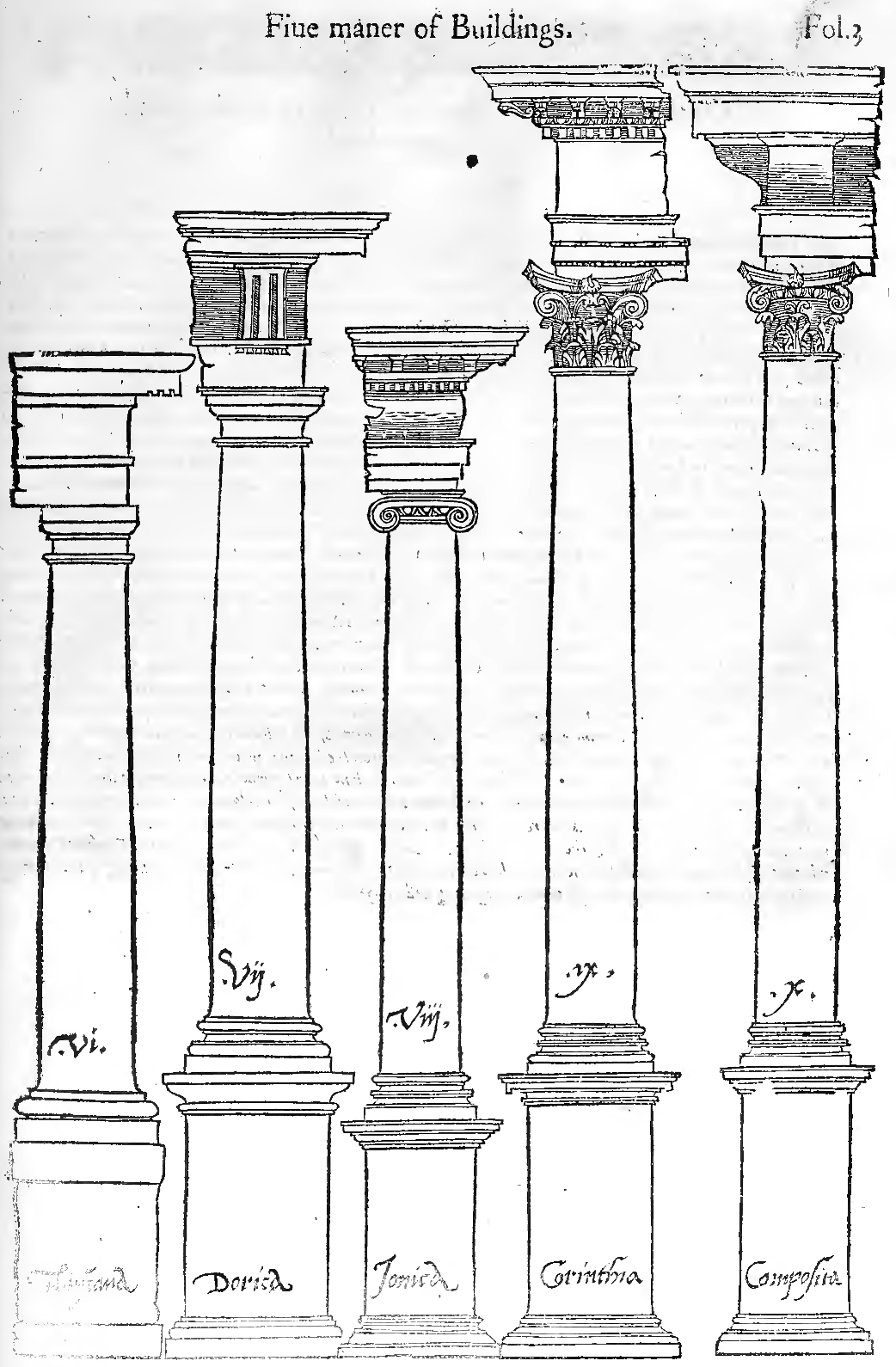

### النشأة
استُوحيت العمارة الكلاسيكية من العمارة في اليونان القديمة وروما القديمة. مع انهيار الجزء الغربي من الإمبراطورية الرومانية، لم تعد تُمارس التقاليد المعمارية للإمبراطورية الرومانية في أجزاء كبيرة من أوروبا الغربية. في الإمبراطورية البيزنطية، استُخدمت الطرق القديمة في البناء ولكن سرعان ما تطورت إلى نمط بيزنطي متميز. يمكن تتبُّع الجهود الواعية الأولى لإعادة اللغة المهجورة للعصور القديمة الكلاسيكية إلى العمارة الغربية إلى عصر النهضة الكارولنجية في أواخر القرنين الثامن والتاسع. يعرض مدخل دير لورش (حوالي سنة 800)، في ألمانيا الحالية، نظامًا من الأعمدة والأقواس المتناوبة والذي يمكن أن يكون عبارة عن إعادة صياغة مباشرة تقريبًا لمدرج الكولوسيوم في روما. يمكن أن تتضمّن العمارة البيزنطية، تمامًا مثل العمارة الرومانسكية والعمارة القوطية إلى حد ما (التي تظهر فيها العمارة الكلاسيكية في كثير من الأحيان)، عناصر وتفاصيل كلاسيكية، ولكنها لا تعكس بنفس القدر مجهودًا واعيًا للاستفادة من التقاليد المعمارية في العصور القديمة؛ على سبيل المثال، إنها لا تراعي فكرة الأعمدة المرتبة بنسب منتظمة. لهذا السبب، لا تُعد أنماطًا معمارية كلاسيكية بالمعنى الدقيق للكلمة.

### التطور
خلال عصر النهضة الإيطالية ومع زوال الطراز القوطي، بُذلت جهود عظيمة من قبل المهندسين المعماريين مثل ليون باتيستا ألبيرتي وسيباستيانو سيرليو وجاكومو باروتسي دا فينيولا لإحياء لغة العمارة لروما القديمة في المقام الأول. أُنجز هذا جزئيًا من خلال دراسة الأطروحة المعمارية «دي أركيتيتورا» التي وضعها فيتروفيو في روما القديمة، وإلى حد ما من خلال دراسة البقايا الفعلية للمباني الرومانية القديمة في إيطاليا. ومع ذلك، فإن العمارة الكلاسيكية لعصر النهضة تمثل منذ البداية شرحًا محددًا للغاية للأفكار الكلاسيكية. في مبنى مثل مستشفى الأبرياء في فلورنسا لفيليبو برونليسكي، أحد أقدم المباني في عصر النهضة (بُني في الفترة من 1419 إلى 1445)، إن طريقة التعامل مع الأعمدة على سبيل المثال ليس لها أساس سابق مباشر في العمارة الرومانية القديمة. خلال هذه الفترة الزمنية، تطورت دراسة العمارة القديمة إلى النظرية المعمارية للعمارة الكلاسيكية؛ بشكل أكثر تبسيط إلى حد ما، يمكن القول أن العمارة الكلاسيكية بأشكالها المتنوعة منذ ذلك الحين كانت تفسيرات وتوضيحات للقواعد المعمارية التي وُضعت خلال العصور القديمة.
يمكن وصف معظم الأنماط التي نشأت في أوروبا ما بعد عصر النهضة بأنها تنتمي للعمارة الكلاسيكية. هذا الاستخدام الواسع للمصطلح وظّفه السير جون سامرسون في لغة العمارة الكلاسيكية. تم تطبيق عناصر العمارة الكلاسيكية في سياقات معمارية مختلفة اختلافًا جذريًا عن تلك السياقات التي تطورت من أجلها. على سبيل المثال، تعد العمارة الباروكية أو الروكوكو من الأساليب التي تعرض لغة معمارية بشكل كبير في حد ذاتها، على الرغم من أنها كلاسيكية في الصميم. خلال هذه الفترات، ظلّت النظرية المعمارية تشير إلى الأفكار الكلاسيكية ولكن بشكل أقل صدقًا من عصر النهضة.
كردّ فعل على أوائل أشكال الباروك والروكوكو، حاول المنظّرون المعماريون مرة أخرى بوعي وجدية -منذ نحو عام 1750- من خلال ما أصبح يُعرف باسم الكلاسيكية الجديدة محاكاة العصور القديمة بدعم من التطورات الأخيرة في علم الآثار الكلاسيكية والرغبة في هندسة تستند إلى قواعد واضحة وعقلانية. كان كلود بيرو ومارك أنطوان لوغييه وكارلو لودولي من أوائل المنظّرين في الكلاسيكية الحديثة، في حين كان كل من إتيان لويس بوليه وكلود نيكولاس لوديو وفريدريك غيلي وجون سون من بين أكثر الراديكاليين نفوذًا. استحوذت العمارة الكلاسيكية الجديدة على مكانة رفيعة للغاية على الساحة المعمارية في الفترة 1750-1850. ومع ذلك، أصبح الطراز القوطي الجديد المنافس رائجًا خلال أوائل القرن التاسع عشر، وتميّز الجزء الأخير من القرن التاسع عشر بمجموعة متنوعة من الأساليب التي ارتبط بعضها ارتباطًا طفيفًا بالكلاسيكية أو لم يرتبط على الإطلاق (مثل الفن الحديث)، والانتقائية. على الرغم من أن العمارة الكلاسيكية استمرت في لعب دور مهم وفي بعض الفترات الزمنية سيطرت على المشهد المعماري محليًا على الأقل، كما تجسد في كلاسيكية دول الشمال خلال العشرينيات من القرن العشرين، فإن العمارة الكلاسيكية في شكلها الأشد صرامة لم تستعد أبدًا هيمنتها السابقة. مع ظهور الحداثة خلال أوائل القرن العشرين، يمكن القول أن العمارة الكلاسيكية لم تعد تُمارس أبدًا.